# I re taumaturghi
I re taumaturghi. Studio sul carattere sovrannaturale attribuito alla potenza dei re particolarmente in Francia e in Inghilterra (titolo orig. Les Rois thaumaturges. Étude sur le caractère surnaturel attribué à la puissance royale particulièrement en France et en Angleterre) è un saggio dello storico francese Marc Bloch pubblicato nel 1924. Esso tratta dei poteri miracolosi accordati ai re di Francia e Inghilterra, secondo una tradizione nata durante il Medioevo, dei quali il più celebre era in particolare la capacità dei sovrani di far guarire dalle scrofole mediante la semplice imposizione delle mani e l'ingiunzione pronunciata dai Re taumaturghi: «Il re ti tocca, Dio ti guarisce».
È un libro precursore nel suo approccio multidisciplinare, che abbraccia l'antropologia storica, la storia delle mentalità e la storia comparata, annunciando in tal modo la rivoluzione storiografica delle Annales.

## Contenuto
È un'analisi della figura regale nel Medioevo, di tutti i simboli, i valori e le espressioni ideali e materiali del potere di cui i regnanti si avvalsero per poter non solo regalare prestigio all'immagine del monarca, ma dare anche una sorta di giustificazione al proprio potere temporale. Caricare il re di sacralità fu uno strumento di consolidamento del controllo monarchico sulle genti, in un sistema feudale ove la Grazia divina era (in teoria) il requisito fondamentale per salire sul trono. A differenza del Pontefice Romano o dell'Imperatore Bizantino, eredi della Chiesa di Cristo e capi della spiritualità e portavoce della volontà stessa del Creatore, i sovrani temporali dovevano costantemente "reinventare" il concetto del proprio diritto sacro, cioè voluto da Dio, di governare i Regni cristiani.
Come afferma Carlo Ginzburg nell'introduzione dell'edizione del 1973, Bloch da una parte "demistifica" il "miracolo regio" e riconduce la leggenda "ad un preciso disegno di politica dinastica": Bloch spiega come 
Dall'altra, sempre secondo Ginzburg, Bloch "attinge, al di là della leggenda e dell’errore, una verità più profonda, quella delle rappresentazioni collettive che resero possibile l'affermarsi e il diffondersi della fede nel potere taumaturgico dei re francesi ed inglesi".
Viene così a crearsi nel tempo l'idea del sovrano come uomo nobile, al di sopra dei "semplici", toccato dalla Grazia divina. Come tale, esso manifesta delle capacità, poteri che nell'immaginario collettivo appaiono quale vero segno della benevolenza di Dio.
Tra gli esempi che cita Marc Bloch non vi è esclusivamente il potere di guarire appestati e scrofolosi. Riporta nell'introduzione del saggio un messaggio di Edoardo III d'Inghilterra, a Filippo VI di Francia, ove gli si intima di abdicare al trono poiché indegno del titolo, in quanto non discendente diretto della linea di sangue legittima (la dinastia dei Valois) e quindi non meritevole della consacrazione a regnante; se desiderava evitare una guerra (quella che sarà detta dei cent'anni), doveva mostrare le qualità proprie di un sovrano: combattere in un leale duello con il contendente, ove Dio avrebbe giudicato il meritevole, oppure esporsi alla fame dei leoni all'interno di una gabbia, giacché il leone, animale fiero e nobile, mai e poi mai avrebbe attaccato un legittimo sovrano. Ecco dunque che l'idea del Re al di sopra degli altri uomini si manifesta nuovamente, in forme diverse. 
Potere temporale e spirituale trovavano in queste manifestazioni di capacità e qualità ultraterrene cemento comune per l'alleanza tra i due poteri. Difatti i regnanti erano soliti concedere le proprie cure ai malati in occasione di messe solenni, officiate dalle massime cariche ecclesiastiche di Francia (il vescovo di Chartres, di Reims o Le Puy); poiché sotto gli occhi di Dio e dei suoi ministri, nel mistero sacro della comunione sotto le due specie, i poteri taumaturgici dei regnanti acquisivano reale forma e si palesavano come vere emanazioni della volontà divina, assumendo una connotazione del tutto sacra, esente da ogni sospetto di paganesimo o eresia. 
Alla base di queste consacrazioni stavano le aspre lotte tra l'emergente Chiesa gallicana, più interessata a riconoscere nel Re di Francia il proprio protettore, e il Pontefice Romano, che voleva impedire ogni forma di autocefalia ecclesiastica all'interno della Cristianità e affermare il proprio esclusivo privilegio di officiare simili prodigi e governare i Cristiani per volontà del Redentore. I re taumaturghi analizza così un altro aspetto della cosiddetta "Lotta per le investiture", una profonda crisi originata dall'antagonismo delle varie istituzioni circa la legittimità del proprio potere sulla Terra e la possibilità di amministrare la vita del popolo cristiano (il che si traduceva spesso nel diritto di eleggere da sé i vescovi e le altre cariche ecclesiastiche, la cui amministrazione demaniale garantiva una grande possibilità di arricchimento).
All'origine di questa alleanza tra sovrano e vescovo stava la conversione e la consacrazione del primo grande sovrano cattolico dei Franchi: Clodoveo I, della dinastia merovingia, battezzato con l'olio sacro donato dallo Spirito Santo al vescovo Remigio di Reims e proclamato sovrano per volontà di Dio. In questo episodio i sovrani di Francia (tra i cui titoli vi era quello di "Re Cristianissimo") videro l'origine delle proprie capacità miracolose, un'esemplificazione del costante rinnovo dell'alleanza tra Chiesa di Cristo e Corona.

## Fonti storiche
Uno dei problemi che Bloch dovette affrontare nella stesura del saggio fu la natura diversificata delle fonti cui attingere, non esistendo un corpo storiografico organico che trattasse la materia. Dovette consultare fonti ufficiali, editti, dichiarazioni (come il sopracitato ultimatum del re d'Inghilterra), cronache di viaggio, registri demaniali, archivi agrari, resoconti degli ambasciatori presso le corti, resoconti di viaggio (come quattro veneziani che fecero visita a Filippo IV il Bello per ottenere la guarigione). Vennero utilizzate anche opere di teologia, di medicina, reperti folkloristici, chansons de geste.

## Critiche
Jacques Le Goff contesta la tesi di Bloch, secondo la quale il fenomeno dei "re taumaturghi" possa essere fatto risalire all'XI secolo. Secondo Le Goff, "questo riconoscimento si è reso definitivo soltanto a partire da san Luigi". Per quanto riguarda l'Inghilterra, Le Goff ritiene che lo storico Fred Barlow abbia dimostrato in modo inoppugnabile che il fenomeno sia databile non prima del regno di Enrico III d'Inghilterra.

## Edizioni italiane
- I re taumaturghi. Studi sul carattere sovrannaturale attribuito alla potenza dei re particolarmente in Francia e in Inghilterra, traduzione di Silvestro Lega, prefazione di Carlo Ginzburg, con un Ricordo di Marc Bloch di Lucien Febvre, collana Biblioteca di cultura storica n.121, Einaudi, I ed. 1973 - 1984, ISBN 88-06-37085-5.
- I re taumaturghi, traduzione di Silvestro Lega, Prefazione di Jacques Le Goff, con un Ricordo di Marc Bloch di Lucien Febvre, Collana Einaudi Tascabili.Saggi n.8, Torino, Einaudi, 1989, ISBN 88-06-11638-X. - Collana ET Storia, Einaudi, 2016, ISBN 978-88-062-2998-6.